# Hanna Alsterlund
Hanna Alsterlund, född 26 november 1989 i Stockholm, är en svensk skådespelare som medverkat i nitton filmer om polisen Johan Falk.

## Filmer
- 1999 – Noll tolerans
- 2001 – Livvakterna
- 2003 – Den tredje vågen
- 2009 – Johan Falk – Gruppen för särskilda insatser
- 2009 – Johan Falk – Vapenbröder
- 2009 – Johan Falk – National Target
- 2009 – Johan Falk – Leo Gaut
- 2009 – Johan Falk – Operation Näktergal
- 2009 – Johan Falk – De fredlösa
- 2012 – Johan Falk: Spelets regler
- 2012 – Johan Falk: De 107 patrioterna
- 2012 – Johan Falk: Alla råns moder
- 2012 – Johan Falk: Organizatsija Karayan
- 2012 – Johan Falk: Barninfiltratören
- 2012 – Johan Falk: Kodnamn Lisa
- 2015 – Johan Falk: Ur askan i elden
- 2015 – Johan Falk: Blodsdiamanter
- 2015 – Johan Falk: Lockdown
- 2015 – Johan Falk: Slutet

### Fotnoter
1. ↑  ”Hanna Alsterlund”. IMDb.com. Arkiverad från originalet den 10 november 2014. https://web.archive.org/web/20141110120030/http://akas.imdb.com/name/nm0022571/. Läst 25 oktober 2012.